# Nekrolog 1448
Nekrolog
◄◄
| ◄
| 1444
| 1445
| 1446
| 1447
| 1448 | 1449 | 1450 | 1451 | 1452 | ► | ►►
Weitere Ereignisse | Allgemeiner Nekrolog 1448
Die Beschreibung der verstorbenen Person sollte so kurz wie möglich gehalten sein und nur deren signifikante Tätigkeit(en) enthalten.
Neue Namen ggf. auch unter dem Geburts- und Sterbedatum, also etwa unter 1. Januar und im Geburts- und Sterbejahr (2024) eintragen (nur bei entsprechender großer Wichtigkeit). Für Beispiele siehe die schon vorhandenen Artikel.
Außerdem über die fünf zuletzt Verstorbenen, zu denen es einen ausreichend guten Artikel für eine Präsentation auf der Hauptseite gibt, nach der todesbedingten Überarbeitung der Artikel ggf. auch unter Wikipedia Diskussion:Hauptseite informieren und sie am besten auch in den anderen Wikipedia-Sprachversionen eintragen. Tipp: Regelmäßig bei news.google.de nach „ist tot“, „gestorben“ oder „verstorben“ suchen.
Wenn eine Person gestorben ist, gibt es viele Seiten zu dieser Person in der Wikipedia, die davon auch betroffen sind und entsprechend aktualisiert werden müssen. Beispiele: Namenübersichtsseite, Geburtsjahr, Geburtsort-Seiten und viele mehr.
Wie finde ich die betroffenen Seiten?
Im Suchfeld auf der linken Seite gibt man den Suchbegriff so ein: „Vorname Nachname“. Dann klickt man auf Volltext und alle Seiten mit entsprechendem Suchtext werden aufgerufen. Hier sieht man dann schnell, wo auch das Todesjahr Sinn macht oder sogar ein Teil des Artikels angepasst werden muss. Auch hilft das „Werkzeug“ auf der linken Seite sehr gut, um solche Seiten aufzufinden: „Links auf diese Seite“. Somit ist die Wikipedia wieder aktuell in allen Bereichen! Hinweis: bei Eintragung der Kategorie „Gestorben JAHR“ wird der Missbrauchsfilter 49 ausgelöst, was jedoch nicht schlimm ist. Siehe: Spezial:Missbrauchsfilter/49
Dies ist eine Liste von im Jahr 1448 verstorbenen bekannten Persönlichkeiten. Die Einträge erfolgen innerhalb der einzelnen Daten alphabetisch sortiert. Tiere sind im Nekrolog für Tiere zu finden.

## Januar
| Tag        | Name                    | Beruf, bekannt als                                        | Alter | Beleg |
| ---------- | ----------------------- | --------------------------------------------------------- | ----- | ----- |
| 5. Januar  | Christoph III.          | König von Dänemark, Schweden und Norwegen                 | 31    |       |
| 16. Januar | Johan II. van Montfoort | Burggraaf von Montfoort, Statthalter von Holland          |       |       |
| 18. Januar | Konrad IX.              | deutscher Adeliger, Königsberater, Reichserbunterkämmerer |       |       |

## Februar
| Tag         | Name             | Beruf, bekannt als                                         | Alter | Beleg |
| ----------- | ---------------- | ---------------------------------------------------------- | ----- | ----- |
| 20. Februar | Johannes Bonrade | Jurist, Hochschullehrer und Dekan des Lübecker Domkapitels |       |       |

## März
| Tag      | Name               | Beruf, bekannt als                     | Alter | Beleg |
| -------- | ------------------ | -------------------------------------- | ----- | ----- |
| 18. März | Catherine Quicquat | mutmaßliches Opfer der Hexenverfolgung |       |       |

## April
| Tag       | Name                   | Beruf, bekannt als                                                              | Alter | Beleg |
| --------- | ---------------------- | ------------------------------------------------------------------------------- | ----- | ----- |
| 5. April  | Henning Scharpenberg   | Erzbischof von Riga                                                             |       |       |
| 14. April | Laurentius von Ratibor | schlesischer Mathematiker, Astronom und Theologe; Rektor der Universität Krakau |       |       |

## Mai
| Tag     | Name        | Beruf, bekannt als                 | Alter | Beleg |
| ------- | ----------- | ---------------------------------- | ----- | ----- |
| 25. Mai | Danuta Anna | litauische Fürstin (1358 bis 1448) |       |       |

## Juli
| Tag      | Name          | Beruf, bekannt als           | Alter | Beleg |
| -------- | ------------- | ---------------------------- | ----- | ----- |
| 2. Juli  | Roman II.     | Fürst des Fürstentums Moldau |       |       |
| 11. Juli | Friedrich IV. | Graf von Moers               |       |       |

## September
| Tag           | Name            | Beruf, bekannt als                                                                              | Alter | Beleg |
| ------------- | --------------- | ----------------------------------------------------------------------------------------------- | ----- | ----- |
| 23. September | Adolf II.       | Herzog von Kleve (1394–1448), Graf von der Mark (1398–1448) und Herr von Ravenstein (1397–1448) | 75    |       |
| 30. September | Carlo II. Tocco | Pfalzgraf von Kefalonia und Zakynthos, Herzog von Leukadia, Despot von Arta                     |       |       |

## Oktober
| Tag         | Name           | Beruf, bekannt als            | Alter | Beleg |
| ----------- | -------------- | ----------------------------- | ----- | ----- |
| 31. Oktober | Johannes VIII. | Kaiser von Byzanz (1425–1448) |       |       |

## Dezember
| Tag          | Name           | Beruf, bekannt als                                                | Alter | Beleg |
| ------------ | -------------- | ----------------------------------------------------------------- | ----- | ----- |
| 20. Dezember | Jan z Příbrami | tschechischer Priester (Theologe der Hussiten) und Schriftsteller |       |       |

## Datum unbekannt
| Tag           | Name                               | Beruf, bekannt als                                                                      | Alter | Beleg |
| ------------- | ---------------------------------- | --------------------------------------------------------------------------------------- | ----- | ----- |
|               | Albrecht von Kolditz               | Landeshauptmann der Herzogtümer Schweidnitz-Jauer und Breslau; Landvogt der Oberlausitz |       |       |
|               | Borommaracha II.                   | König des Reiches Ayutthaya                                                             |       |       |
| Mai oder Juni | David de Brimeu, Seigneur de Ligny | französischer und burgundischer Militär                                                 |       |       |
|               | Alexander Forbes, 1. Lord Forbes   | schottischer Adliger                                                                    |       |       |
|               | Peter von Greyerz                  | Kastlan zu Zweisimmen                                                                   |       |       |
|               | Hans Radeberg                      | Dresdner Ratsherr und Bürgermeister                                                     |       |       |
|               | Wilhelm Sartor                     | Abt des Klosters Ursberg                                                                |       |       |
|               | Theodor II.                        | byzantinischer Despot von Morea                                                         |       |       |